# President de Nigèria
El President de la República Federal de Nigèria és el cap d'estat i cap de govern de la República Federal de Nigèria. El president de Nigèria és també el comandant en cap de les Forces Armades nigerianes. El president és elegit en eleccions nacionals que tenen lloc cada quatre anys. Els càrrecs, poders i títols del cap d'estat i del cap de govern es van fusionar oficialment a l'oficina de la presidència sota la Constitució de Nigèria de 1979. L'actual president, Muhammadu Buhari, va prendre possessió el 29 de maig de 2015, com el 15è president de la República Federal de Nigèria.